# Orquestra de Cambra de l'Empordà

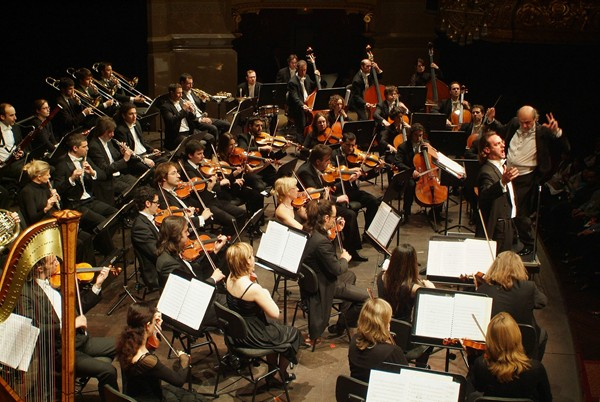
L'orquestra dirigida per Carles Coll al Liceu el 2007

Orthemis Nova Orquestra de Cambra de l'Empordà, fundada a Figueres (Alt Empordà) l'any 1989, pel que va ser el seu director fins a l'any 2017 Carles Coll Costa, és l'única orquestra de cambra professional i estable de Catalunya. D'ençà de la seva presentació ha dut a terme diverses gires que l'han portat a actuar a 44 països dels cinc continents amb actuacions a Viena, Berlín, París, Roma, Londres, Brussel·les, Nova York, Buenos Aires, Sao Paulo, Pequín, Manila, El Caire, Moscou i un llarg etcètera fins a superar els 3.500 concerts. El seu repertori abraça des de la música del classicisme fins a la contemporània. Amb 14 CD i 3 DVD enregistrats, avui en dia és considerada la intèrpret més important de compositors catalans, atès que en tots els concerts inclou, com a mínim, una obra d'algun d'ells. Amb un repertori que consta de 628 obres i uns components seleccionats d'arreu del món. L'Orquestra ha actuat a la seu del Parlament Europeu d'Estrasburg, on va ser nomenada Membre d'Honor del Consell Internacional del Moviment Europeu. El Departament de Cultura de la Generalitat de Catalunya li va atorgar el 1992 el Premi Nacional de Música en la modalitat d'intèrpret de música clàssica. L'any 1998 va rebre el Premi Sirena com a màxim exponent de la cultura empordanesa atorgat pel Consell Comarcal de l'Alt Empordà i l'any 2006 va rebre el Premi a Enregistraments Discogràfics concedit pel Consell Directiu de l'Obra del Ballet Popular per la gravació del CD “Sardanes de Corda”. En 2015 i 2017 han tingut un cert ressò gràcies a les seves col·laboracions amb Jordi Purtí en els espectacles Concerto a tempo d'umore (2015) i Desconcerto. L'Orquestra de Cambra de l'Empordà celebra el 2019 el seu 30è aniversari i ho fa de la mà del seu nou director titular Diego Miguel-Urzanqui que dirigirà l'OCE des de 2017 fins a 2020, any que es transforma en l'Orquestra Orthemis (Nova OCE).

## Premis i reconeixements
- 1992: Premi Nacional de Música